# سنتور آپالاشی

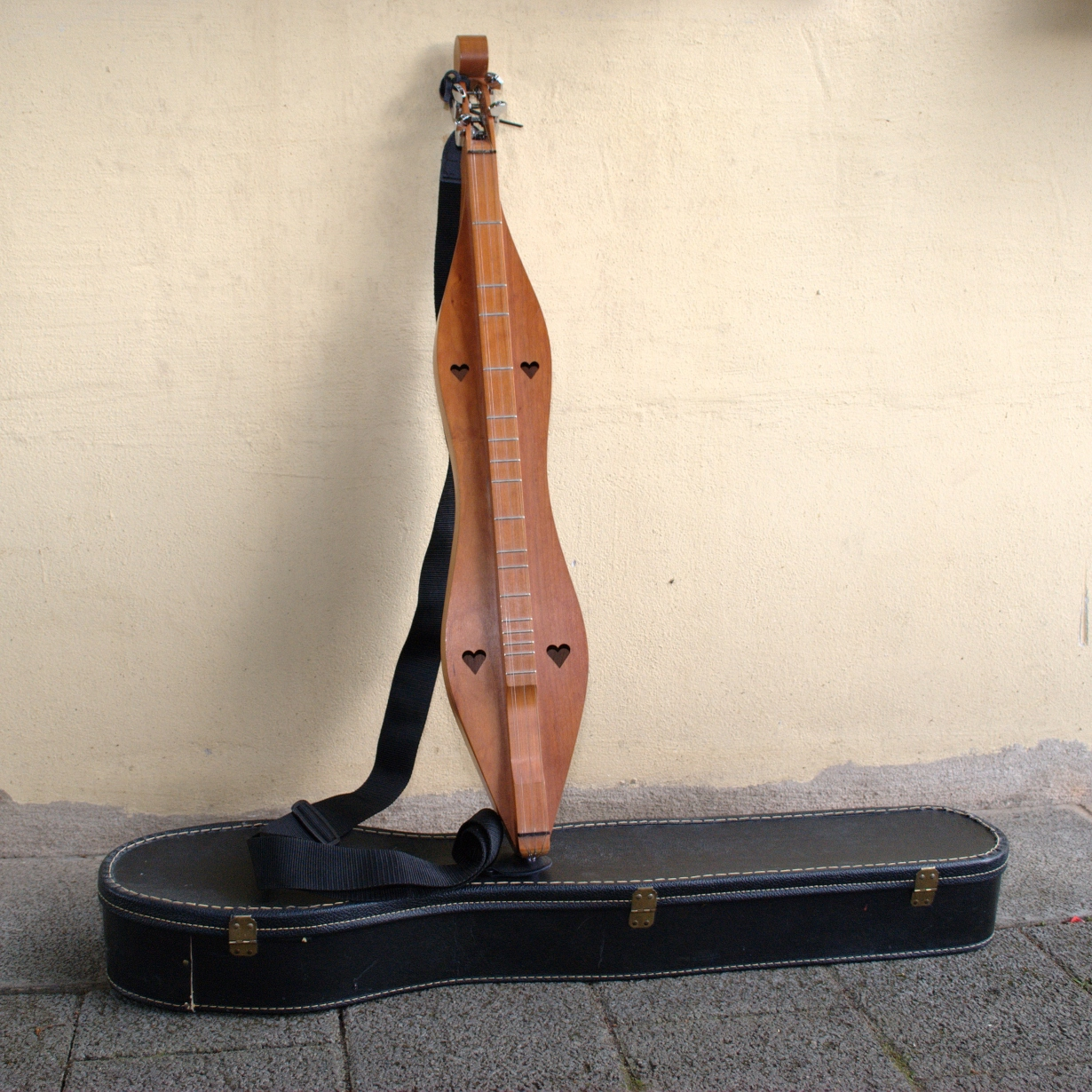
سنتور آپالاچی

سنتور آپالاچی (به انگلیسی: Appalachian dulcimer)، یکی از انواع سازهای زهی و مضرابی است. این ساز به‌طور معمول بین ۳ تا ۵ سیم دارد. خاستگاه این ساز منطقه آپالاچی در آمریکا می‌باشد.

## خاستگاه و تاریخچه

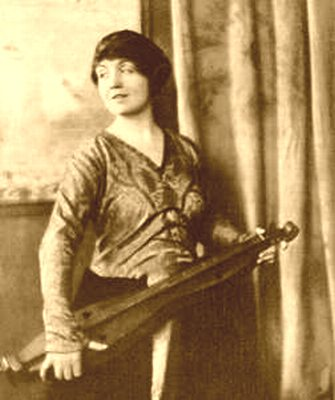
عکس از مجله ووگ، 1 مه 1917: لورین وایمن سنتور آپالاچی را در دست دارد. شاید اولین عکس منتشر شده از این ساز باشد.

سنتور آپالاچی در اوایل قرن نوزدهم میلادی، هم‌زمان با مهاجرت اقوام اسکاتلندی-ایرلندی به کوه‌های آپالاچی در آمریکا رواج پیدا کرد. این ساز دارای هیچ سابقهٔ شناخته شده‌ای در ایرلند یا اسکاتلند نمی‌باشد. با این حال، چندین نوع از انواع سنتور دیاتونیک در اروپا موجود است که شباهت بسیاری به سنتور آپالاچی دارد. جین ریچی و دیگران بر این باورند که سنتور آپالاچی ارتباط خاصی با سازهایی مانند langeleik, scheitholt و épinette des Vosges دارد. لوسی لانگ در پایان‌نامه خود با عنوان «تاریخچه سنتور آپالاچی» بیان می‌کند که: از آنجا که سوابق تاریخی اندکی از سنتور آپالاچی وجود دارد، ریشهٔ تاریخی این ساز تا همین اواخر با حدس و گمان مواجه بوده‌است تا این که رالف اسمیت و الن اسسمیت تاریخچه این ساز را با تجزیه و تحلیل سنتورهای قدیمی تر بازسازی کردند. مراحل توسعه سنتور آپالاچی را می‌توان به سه دوره تقسیم کرد: دوره انتقالی (از ۱۷۰۰ میلادی تا اواسط ۱۸۰۰ میلادی)، دوره قبل از تجدید حیات یا سنتی (از اواسط ۱۸۰۰ میلادی تا ۱۹۴۰ میلادی) و دوره احیا یا معاصر (۱۹۴۰ میلادی به بعد).
چارلز ماکسون، یکی از سازندگان ساز اهل آپالاچی بر این باور است که مهاجران اولیه به نداشتن ابزار مناسب و زمان کافی قادر به ساخت سازهای پیچیده‌تر مانند ویولن در روزهای اولیه نبوده‌اند به همین خاطر به ساخت سازهای ساده‌تری مانند سنتور آپالاچی پرداخته‌اند. او از سازهای langeleik, scheitholt و épinette des Vosges به عنوان اجداد ساز سنتور آپالاچی یاد می‌کند.
تا قبل از سال ۱۸۸۰ میلادی که ادوارد توماس اهل کنتاکی شروع به ساخت این ساز کرد تعداد کمی از نمونه‌های سنتور آپالاچی وجود داشت. از سنتور آپالاچی به دلیل صدای ظریف در اجتماعات کوچک خانگی استفاده می‌شده‌است ولی در نیمه اول قرن بیستم به دلیل کاهش اقبال و همچنین وجود تعداد انگشت شمار سازندگان آن استفاده از آن رو به کاهش رفته‌است. در واقع هیچ نمونه ضبط شده‌ای از این ساز قبل از سال ۱۹۳۰میلادی وجود ندارد.
در سال ۱۹۵۰ میلادی جین ریچی، موسیقیدان اهل کنتاکی در جریان فعالیت‌های مربوط به احیای موسیقی محلی مجدداً سنتور آپالاچی را به عنوان یکی از سازهای محلی احیا کرد و به شهروندان نیویورکی معرفی کرد. در اوایل ۱۹۶۰، ریچی و همکارش جورج پیکو شروع به توزیع سنتورهای ساخته شده توسط جترو آمبورگی کردند. آن‌ها در نهایت تولید سازهای خود در شهر نیویورک را آغاز کردند. در این بین، نوازنده آمریکایی موسیقی محلی، ریچارد فارینا (۱۹۳۷–۱۹۶۶)، نیز سنتور آپالاچی را به مخاطبان بسیاری معرفی کرد، تا آنجا که در سال ۱۹۶۵ سنتور آپالاچی ساز شناخته شده‌ای در محافل موسیقی محلی بود.
علاوه بر جتروآمبورگی، هومر لدفورد، لین مک اسپادن، جفری و جولن لاپیدوس از دیگر سازندگان این ساز در خلال سال‌های ۱۹۶۰ به‌شمار می‌رفتند. در سال ۱۹۶۹ مایکل و هوارد روگ یک شرکت به نام Capritaurus تشکیل داده و به تولید انبوه این ساز پرداختند. آن‌ها تغییراتی به منظور سهولت تولید و نواختن ساز در آن ایجاد کردند. این تغییرات شامل بزرگتر کردن صفحه ساز و استفاده از تیونرهای دنده‌ای به جای نوع چوبی آن بود.

## نواختن ساز
سنتور آپالاچی با دارا بودن ۳ الی ۵ سیم و رنگ آمیزی صدای نسبتاً ساده، به عنوان یکی از ساده‌ترین سازهای زهی جهت آموزش شناخته می‌شود. روش سنتی نواختن این ساز به این صورت است که آن را به صورت صاف بر روی پاها قرار داده و با دست راست مضراب می‌زنیم و با دست چپ سیم‌ها را در محل نت مربوطه نگه می‌داریم. همچنین می‌توان سنتور زهی را بر روی میز چوبی قرار دهیم که باعث افزایش قدر صوتی آن می‌شود.

## انواع سنتور آپالاچی

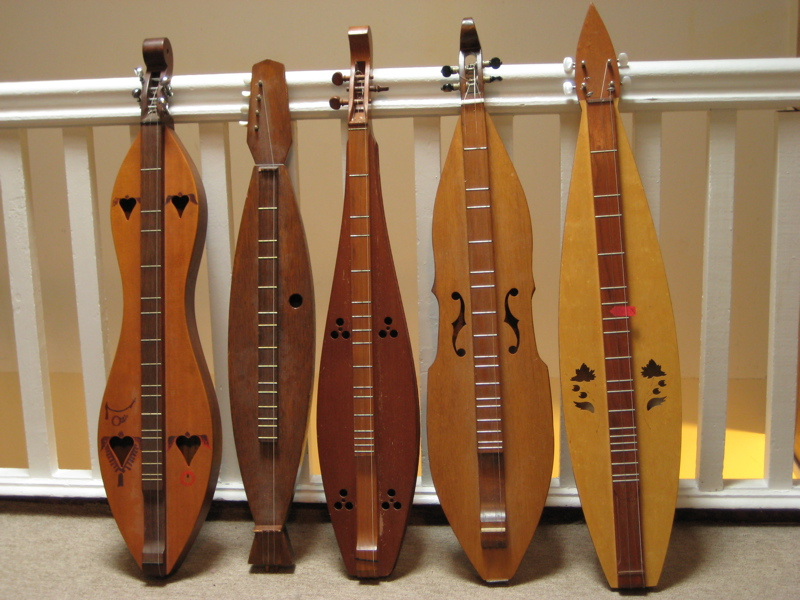
انواع سنتور آپالاچی

انواع مختلفی از سنتور آپالاچی وجود دارد که به صورت زیر می‌توان طبقه‌بندی کرد.
تعداد سیم‌ها: تعداد سیم‌های سنتور آپالاچی بین ۲ تا ۱۲ سیم (در ۶ ردیف ۲ تایی) می‌تواند باشد. ساز دارای یک سیم را مونوکورد نیز می‌گویند. در خلال سال‌های ۱۹۵۰ تا ۱۹۶۰ بسیاری از سنتورهای آپالاچی دارای ۳ سیم بوده‌اند. مشهورترین نوع آن که امروزه زیاد مورد استفاده قرار می‌گیرد دارای ۴ سیم در ۳ ردیف می‌باشد.
شکل صفحه: سنتور آپالاچی در شکل‌های متنوعی طراحی شده‌است که نمونه‌هایی از آن در شکل رو به رو آورده شده‌است.
جنس:علاوه بر تخته سه لا، ورقه و چوب، برخی سازندگان از فیبر کربن نیز برای ساخت این ساز استفاده کرده‌اند. سنتور آپالاچی را معمولاً از مقوا نیز می‌سازند. به دلیل قیمت پایین و صدای مناسب استفاده از سنتورها ساخته شده از جنس مقوا با استقبال خوبی از شوی خریدارای مواجه شده‌است. همچنین به دلیل هزینه کم و مقاومت آن‌ها در برابر آسیب‌ها، استفاده از این نوع در موسسات، مانند کلاس‌های درس مدارس ابتدایی رواج پیدا کرده‌است.

## انواع مدرن سنتورهای آپالاچی

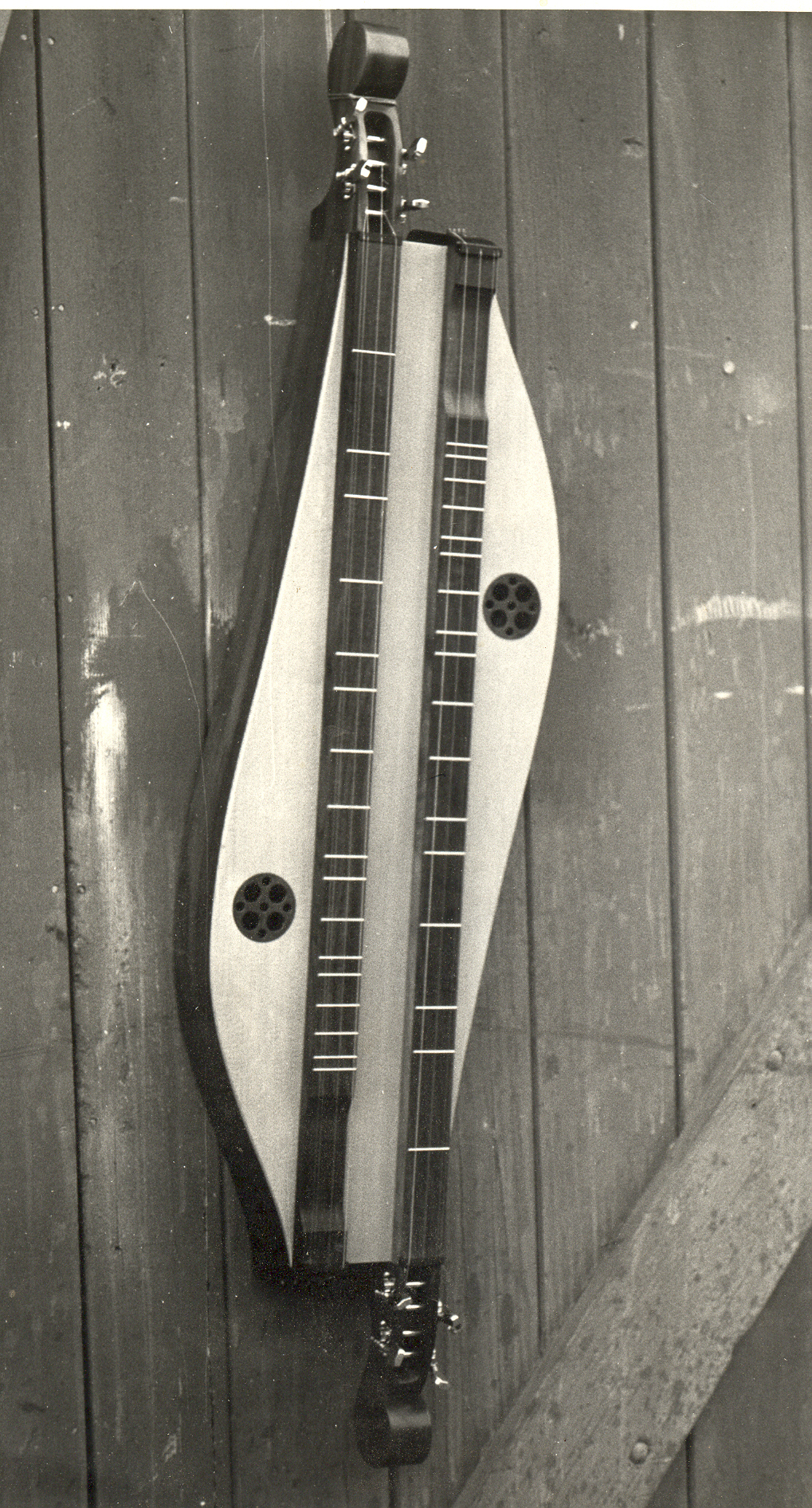
Courting dulcimer

سنتور-گیتار: ترکیبی از گیتار و سنتور آپالاچی است با یک بدنه مشابه گیتار و سیم‌های مشابه سنتور آپالاچی. این نوع از انواع سنتور آپالاچی اولین بار توسط هومر لدفورد ساخته شد و dulcitar نامگذاری شد.
از انواع مدرن دیگر می‌توان به سنتور بانجو و سنتور الکتریک اشاره کرد.